# YTN 뉴스퀘어 2PM
《YTN 뉴스퀘어 2PM》은 대한민국 YTN에서 평일 오후 1시 50분에 방송되는 YTN의 낮 뉴스 프로그램이다.

## 방송 시간
- 현재 방송 시간은 2022년 6월 6일부터 기준으로 한다.

| 방송 채널 | 방송 기간                         | 방송 시간                                  |
| --------- | --------------------------------- | ------------------------------------------ |
| YTN       | 2012년 8월 6일 ~ 2013년 8월 2일   | 평일 오후 3시 ~ 4시 (1시간)                |
| YTN       | 2013년 8월 5일 ~ 2018년 11월 30일 | 평일 오후 2시 ~ 4시 (2시간)                |
| YTN       | 2018년 12월 3일 ~ 2019년 4월 12일 | 평일 오후 2시 ~ 5시 (3시간)                |
| YTN       | 2019년 4월 15일 ~ 2020년 5월 29일 | 평일 오후 1시 30분 ~ 4시 (2시간 30분)      |
| YTN       | 2020년 6월 1일 ~ 2021년 7월 9일   | 평일 오후 1시 50분 ~ 3시 50분 (2시간)      |
| YTN       | 2022년 6월 6일 ~ 현재             | 평일 오후 1시 50분 ~ 3시 50분 (2시간)      |
| YTN       | 2021년 7월 12일 ~ 2022년 6월 3일  | 평일 오후 1시 30분 ~ 3시 50분 (2시간 20분) |

## 앵커
| 대수 | 진행자 | 진행자 | 진행기간                            | 비고 |
| 대수 | 남성   | 여성   | 진행기간                            | 비고 |
| ---- | ------ | ------ | ----------------------------------- | ---- |
| 1대  | 호준석 | 빈칸   | 2012년 8월 6일 ~ 2013년 11월 15일   |      |
| 2대  | 호준석 | 이인경 | 2013년 11월 18일 ~ 2015년 10월 2일  |      |
| 3대  | 호준석 | 장민정 | 2015년 10월 5일 ~ 2016년 5월 27일   |      |
| 4대  | 호준석 | 박유라 | 2016년 5월 30일 ~ 2016년 12월 2일   |      |
| 5대  | 호준석 | 강려원 | 2016년 12월 5일 ~ 2017년 9월 29일   |      |
| 6대  | 호준석 | 박유라 | 2017년 10월 10일 ~ 2018년 3월 13일  |      |
| 7대  | 오점곤 | 박유라 | 2018년 3월 14일 ~ 2018년 10월 5일   |      |
| 8대  | 오동건 | 박유라 | 2018년 10월 8일 ~ 2018년 11월 30일  |      |
| 9대  | 노종면 | 박상연 | 2018년 12월 3일 ~ 2019년 11월 22일  |      |
| 임시 | 이경재 | 박상연 | 2019년 11월 25일 ~ 2019년 11월 29일 |      |
| 10대 | 함형건 | 박상연 | 2019년 12월 2일 ~ 2020년 2월 21일   |      |
| 11대 | 강진원 | 박상연 | 2020년 2월 24일 ~ 2021년 7월 9일    |      |
| 12대 | 박광렬 | 김정아 | 2021년 7월 12일 ~ 2021년 10월 29일  |      |
| 13대 | 박석원 | 김정아 | 2021년 11월 1일 ~ 2022년 6월 3일    |      |
| 14대 | 김영수 | 엄지민 | 2022년 6월 7일 ~ 2024년 4월 1일     |      |
| 15대 | 나경철 | 이세나 | 2024년 4월 2일 ~ 2025년 2월 7일     |      |
| 16대 | 나경철 | 박민설 | 2025년 2월 10일 ~ 2025년 3월 14일   |      |
| 17대 | 나경철 | 이세나 | 2025년 3월 17일 ~ 2025년 5월 15일   |      |
| 18대 | 정지웅 | 이세나 | 2025년 5월 27일~현재                |      |

## 타이틀 변천사
| 역대 | 타이틀           | 방송 기간                         |
| ---- | ---------------- | --------------------------------- |
| 1기  | YTN 뉴스 人      | 2012년 8월 6일 ~ 2018년 11월 30일 |
| 2기  | YTN 더 뉴스      | 2018년 12월 3일 ~ 2024년 4월 1일  |
| 3기  | YTN 24           | 2024년 4월 2일 ~ 2024년 4월 30일  |
| 4기  | YTN 뉴스퀘어 2PM | 2024년 5월 1일 ~ 현재             |

## 같이 보기
- KBS 뉴스 2 (KBS 1TV)
- 2시 뉴스외전 (MBC TV)
- 주영진의 뉴스브리핑 (SBS TV)
- 사건파일 24 (TV조선)
- 뉴스현장 (연합뉴스TV)